# Санти (река)
Санти́ (англ. Santee River) — река в штате Южная Каролина, США.
Длина — 232 км (144 мили). Река образуется слиянием рек Уотери и Конгари, далее протекает в юго-восточном направлении, впадая в Атлантический океан.
Через 8 км после слияния Уотери и Конгари русло реки проходит через водохранилище Марион, после которого течет на восток, затем — на юго-восток, по северной границе Национального Заповедника Френсис Мэрион. Примерно в 16 км от устья раздваивается на два рукава — Северный Санти и Южный Санти, которые текут параллельно на расстоянии примерно 3 км. Оба рукава впадают в Атлантический океан примерно в 24 км от Джорджтауна.
Крупнейшие реки бассейна Санти — Уотери, Конгари, Салуда, Броад. Кроме Южной Каролины, территория бассейна расположена и в Северной Каролине.